# Kauko Wahlsten
Kauko Wahlsten (9 de diciembre de 1923-9 de mayo de 2001) fue un deportista finlandés que compitió en remo. Participó en los Juegos Olímpicos de Helsinki 1952, obteniendo una medalla de bronce en la prueba de cuatro sin timonel.

## Palmarés internacional
| Juegos Olímpicos | Juegos Olímpicos     | Juegos Olímpicos  | Juegos Olímpicos   |
| Año              | Lugar                | Medalla           | Prueba             |
| ---------------- | -------------------- | ----------------- | ------------------ |
| 1952             | Helsinki (Finlandia) | Medalla de bronce | Cuatro sin timonel |